# Louis Dodelier
Pour les articles homonymes, voir Dodelier.
Louis-François Dodelier, né le 9 janvier 1904 à Tunis et mort le 27 octobre 1991, est un général français.

## Biographie
Son père Georges Dodelier (1858-1937) est aussi général dans l'armée.
Louis Dodelier est notamment gouverneur de Paris entre 1962 et 1965. Il est également chef de l’État-major particulier du président de la République.
Il est le cousin de Jacques Dodelier, militaire et compagnon de la Libération.